# Reuzendoornroggen
De reuzendoornroggen of plesiobatidae zijn een familie uit de orde van de Myliobatiformes (roggen). Het is een  monotypische familie, met maar één geslacht Plesiobatis met maar één soort de reuzendoornrog (Plesiobatis daviesi).

## Taxonomie
- Familie: Plesiobatidae (Reuzendoornroggen)
  -  Geslacht: Plesiobatis (Nishida, 1990)